# Piet Bakers

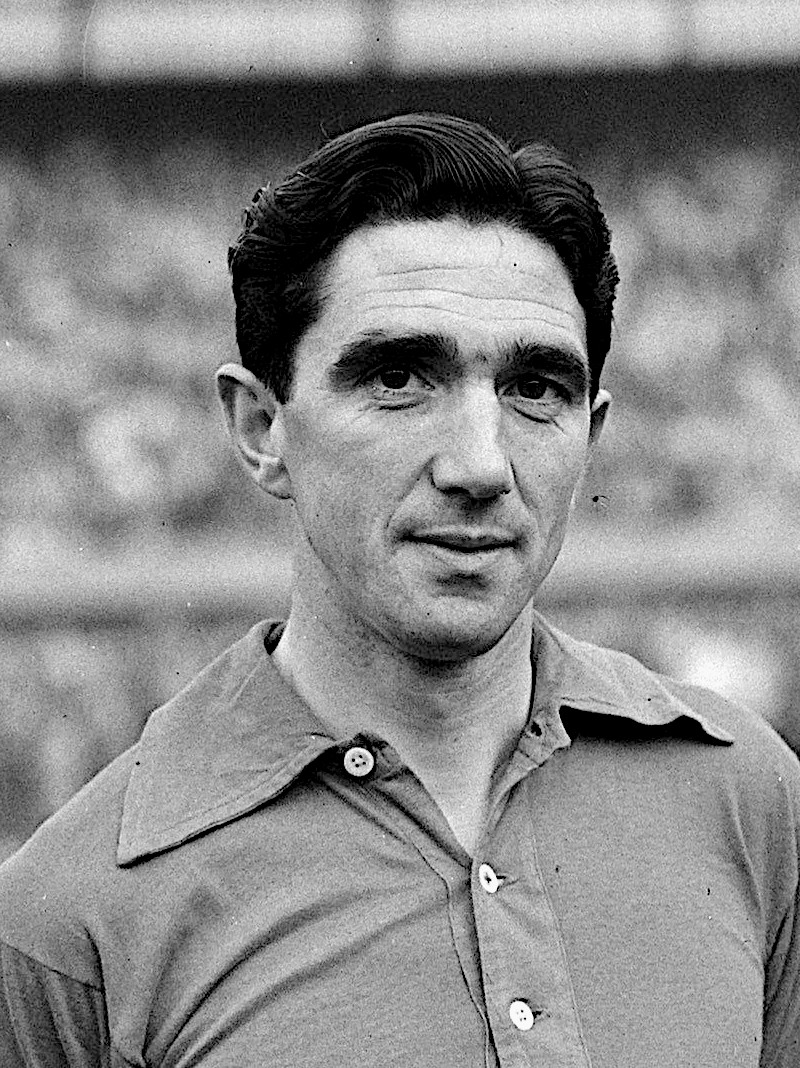
Piet Bakers (1951)

Pieter „Piet“ Bakers (* 5. September 1922 in Eindhoven, Niederlande; † 14. August 1998) war ein niederländischer Fußballspieler.
Nach dem frühen Tod seines Vaters musste Bakers schon als Zwölfjähriger bei Philips arbeiten. Nachdem er in der Jugend bei Velocitas gespielt hatte, kam er als 18-Jähriger zur Philips-Werksmannschaft PSV Eindhoven. Seine ersten Spiele in der ersten Mannschaft machte er in der Saison 1942/43, ein Jahr später war er bereits Stammspieler als rechter Verteidiger. Nach einer 14-monatigen Verletzungspause wegen eines Beinbruchs kam er 1947 in die Mannschaft zurück. In der folgenden Saison versuchte er sich auf der Position des Mittelstürmers – mit zehn Saisontreffern recht erfolgreich. Doch er kehrte auf seine Stammposition in der Abwehr zurück, wo er auch noch spielte, als PSV 1950 den KNVB-Pokal und ein Jahr später die Meisterschaft gewann. Bakers blieb bis 1955 insgesamt 13 Spielzeiten bei PSV und erzielte in 180 Spielen elf Tore für Eindhoven. Nach einer Knöchelverletzung 1953 kam er jedoch kaum noch zum Einsatz und wechselte mit 32 Jahren zu Holland Sport nach Den Haag.
Nach den Erfolgen PSVs 1950/51 gehörte Bakers 1951 und 1952 zum Kader der niederländischen Nationalmannschaft, kam jedoch nur einmal zu einem Spiel: Beim 4:4-Unentschieden gegen Finnland in Rotterdam hatte er am 27. Oktober 1951 seinen einzigen Auftritt in Oranje; ein halbes Jahr später saß er beim Match gegen Belgien in Antwerpen lediglich auf der Bank.
Nach seiner aktiven Laufbahn war Bakers wieder bei PSV Eindhoven, wo er 20 Jahre lang die Jugendabteilung leitete.